# Dönertasche (Verpackung)

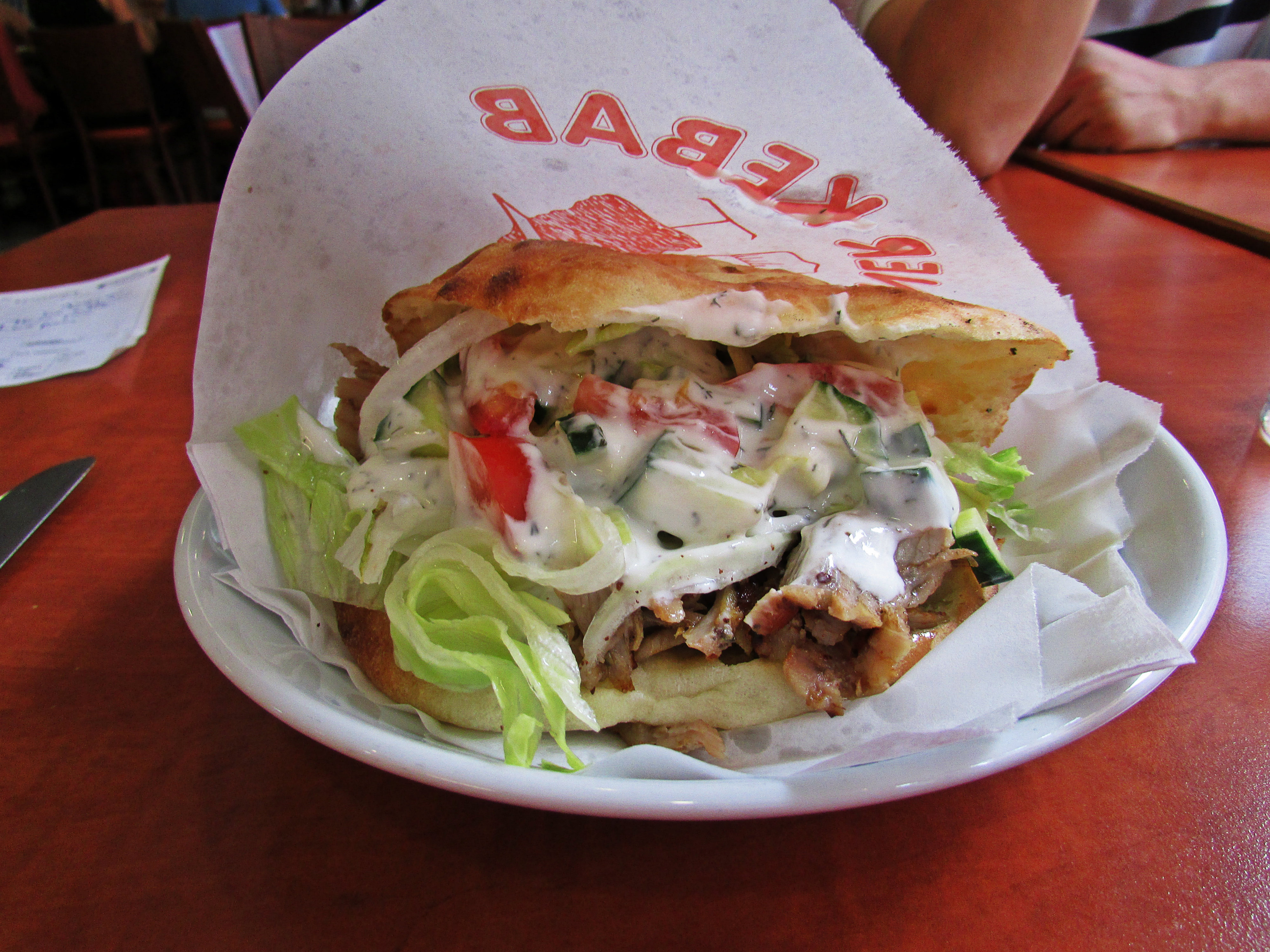
Döner Kebab in einer Dönertasche

Eine Dönertasche (auch Dönertüte, Dönerbeutel, Snackbeutel, Snacktasche) ist eine quadratische Tüte aus Papier, in der meist das Gericht Döner Kebab serviert wird. Auf Dönertaschen ist oft ein rotes Döner-Logo mit dem so genannten Dönermann abgedruckt, dessen Urheber bisher nicht geklärt ist. Als „Dönertasche“ wird außerdem das Gericht Döner Kebab selbst bezeichnet, das in einem zur Tasche geformten Stück Fladenbrot serviert wird.

## Verwendung
Zum Servieren des Döner Kebabs wird die Tüte entfaltet und das Fladenbrot in die Tüte gelegt. Dönertaschen bestehen in der Regel aus Pergamentersatz oder PE-beschichtetem Fettpapier und sind Einwegverpackungen.

## Döner-Logo

### Gestaltung

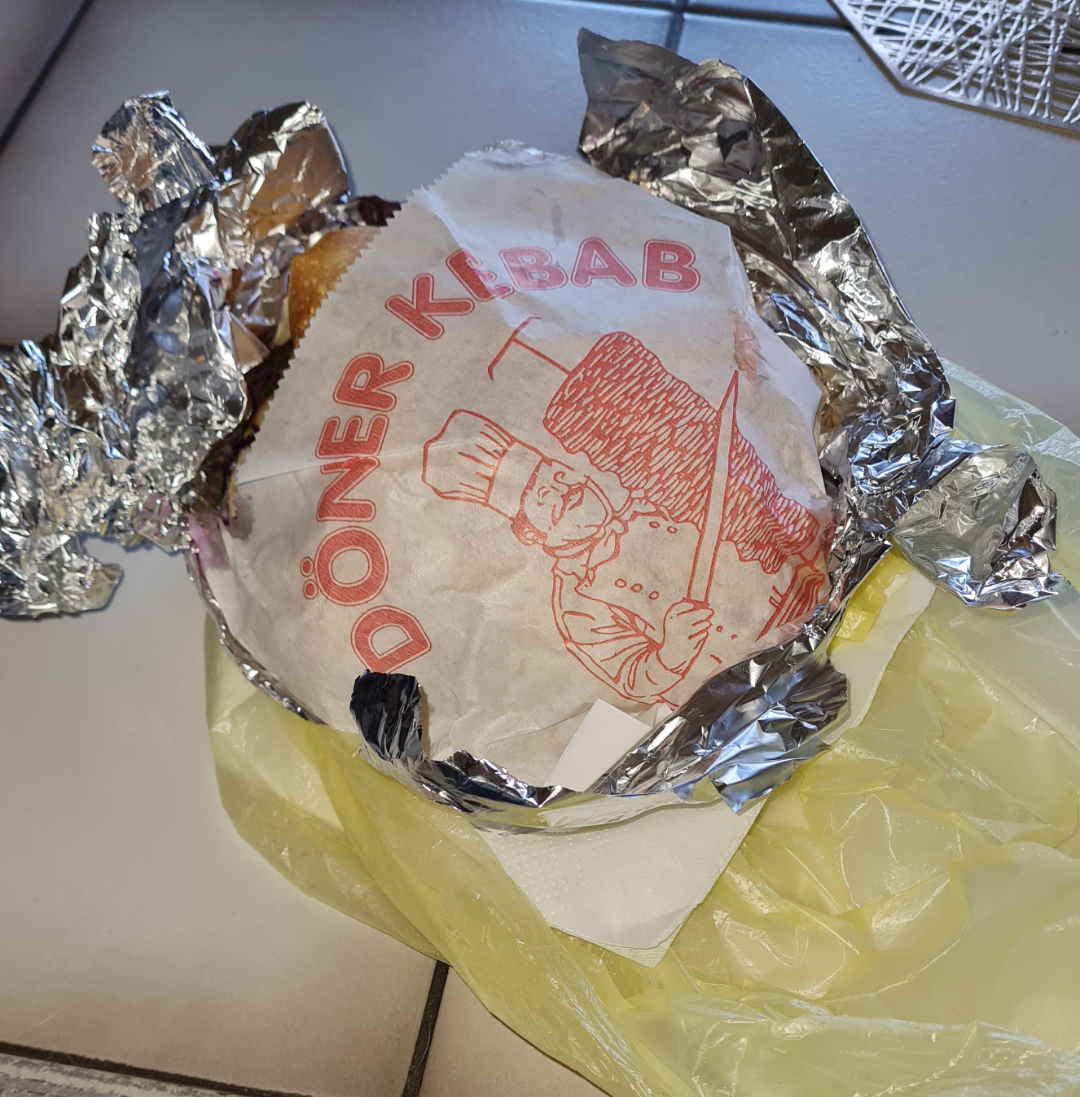
Döner-Logo auf einer in Alufolie eingewickelten Dönertasche, in der ein Döner Kebab liegt

In einer verbreiteten Variante der Dönertasche ist auf dem einfarbigen, roten Logo ein lächelnder Mann mit spitzem Oberlippenbart, Kochmütze und Kochjacke abgebildet. In der rechten Hand hält er ein Kebabmesser, sein linker Arm ist von einem Dönerspieß verdeckt, unter dem ein Teller auf einer Theke liegt. Der Spieß wird oben durch einen horizontalen Stab mit nach unten zeigenden Enden abgeschlossen. Über Mann und Spieß steht in Rundsatz aus abgerundeten, umrandeten Versalien „Döner Kebab“. Aus gestalterischer Sicht handelt es sich nicht um ein Logo, sondern um eine Illustration.

### Ungeklärte Urheberschaft
Das Logo wurde am 10. April 2015 beim Deutschen Patent- und Markenamt als Wort-Bild-Marke für Bekleidung eingetragen. Es gibt Hinweise darauf, dass das Logo Ende der 1980er-Jahre in Düsseldorf entstanden ist. Der Urheber ist jedoch nicht bekannt.
Über die Suche schrieb der Wirtschaftsjournalist Jonas Jansen 2020 in der FAZ einen Artikel, der für breite Resonanz sorgte. Trotz zahlreicher Hinweise, die nach seinem Artikel eingingen, gab er an, Urheber und Entstehungszeitpunkt des Motivs nicht ermitteln zu können.
Im April 2025 veröffentlichte der YouTuber Kannemilsch ein Video über die Geschichte des Dönermann-Logos, in dem er die Schriftart des Logos als Frankfurter Medium identifizierte, die ab 1978 als Letraset verbreitet worden war. Im Letraset-Bogen AA132 fand der YouTuber auch das Bild eines Chefkochs mit Mütze, Fliege und Rollbraten, der als Vorlage für den Dönermann gedient haben muss, wobei im Wesentlichen lediglich der Braten durch einen Drehspieß ersetzt und ein Dönermesser, eine Teigtasche sowie einige Knöpfe zur Kochjacke ergänzt wurden.
Laut dem im Mai 2025 veröffentlichten BR-Podcast Obsessed – Döner Papers von Aylin Doğan und Lea Dakowski war es der Düsseldorfer Grafiker Mehmet Unay, der Ende der 1980er-Jahre die Letraset-Vorlage für das heutige Döner-Logo verwendete. FAZ-Autor Jansen, auf dessen Recherche der Podcast beruht und nach dessen Anspielung auf die Panama Papers er benannt ist, hatte nach eigenen Angaben bereits einen Düsseldorfer Grafiker als Autor der Grafik ausfindig gemacht, dies jedoch nicht belegen können. Unay kann seine Autorschaft laut Podcast nicht beweisen; der Schriftzug „Döner Kebab“ stamme nicht von ihm. Außerdem behauptete der Düsseldorfer Unternehmer Orhan Tançgil in einem weiteren Kannemilsch-Video, sein Vater Mehmet Tançgil, für den Unay seinerzeit tätig war, habe die Grafik erstellt.

### Rezeption
Der Berliner Grünen-Politiker Taylan Kurt gab 2018 in einem Interview mit dem Magazin Jetzt an, er wolle mit dem Tragen eines Döner-T-Shirts auf soziale und ethnische Diskriminierung von Menschen mit türkischem Migrationshintergrund hinweisen. Das Logo wurde auch von Reebok in speziellen Kollektionen auf Socken und Einlegesohlen aufgegriffen. Der bayerische Ministerpräsident Markus Söder ließ Textilien gestalten und im CSU-Fanshop anbieten, die das Logo mit seinem Konterfei abwandeln und den Slogan „Söder Kebab“ verwenden.

Adaptionen des Döner-Logos
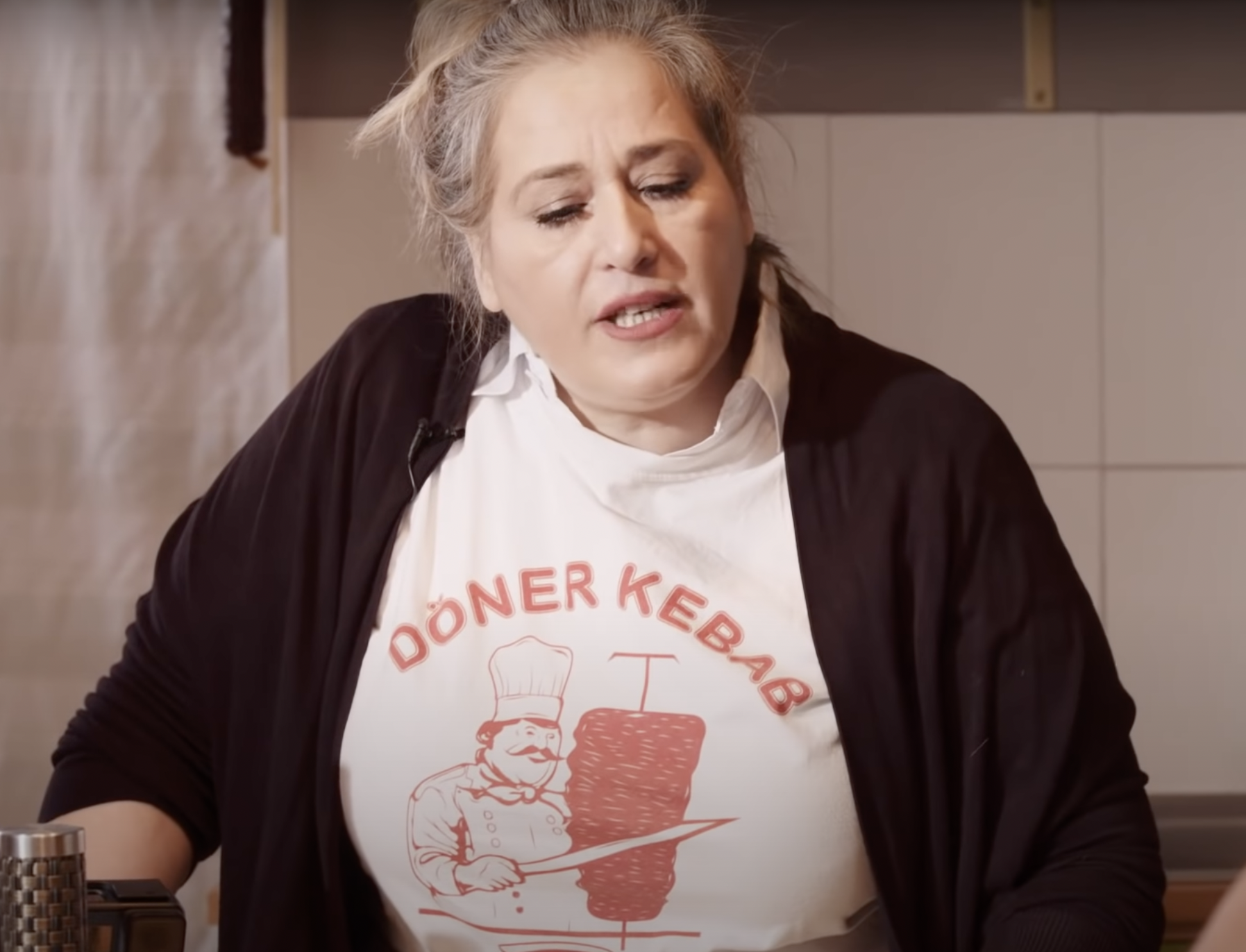
Idil Baydar mit T-Shirt
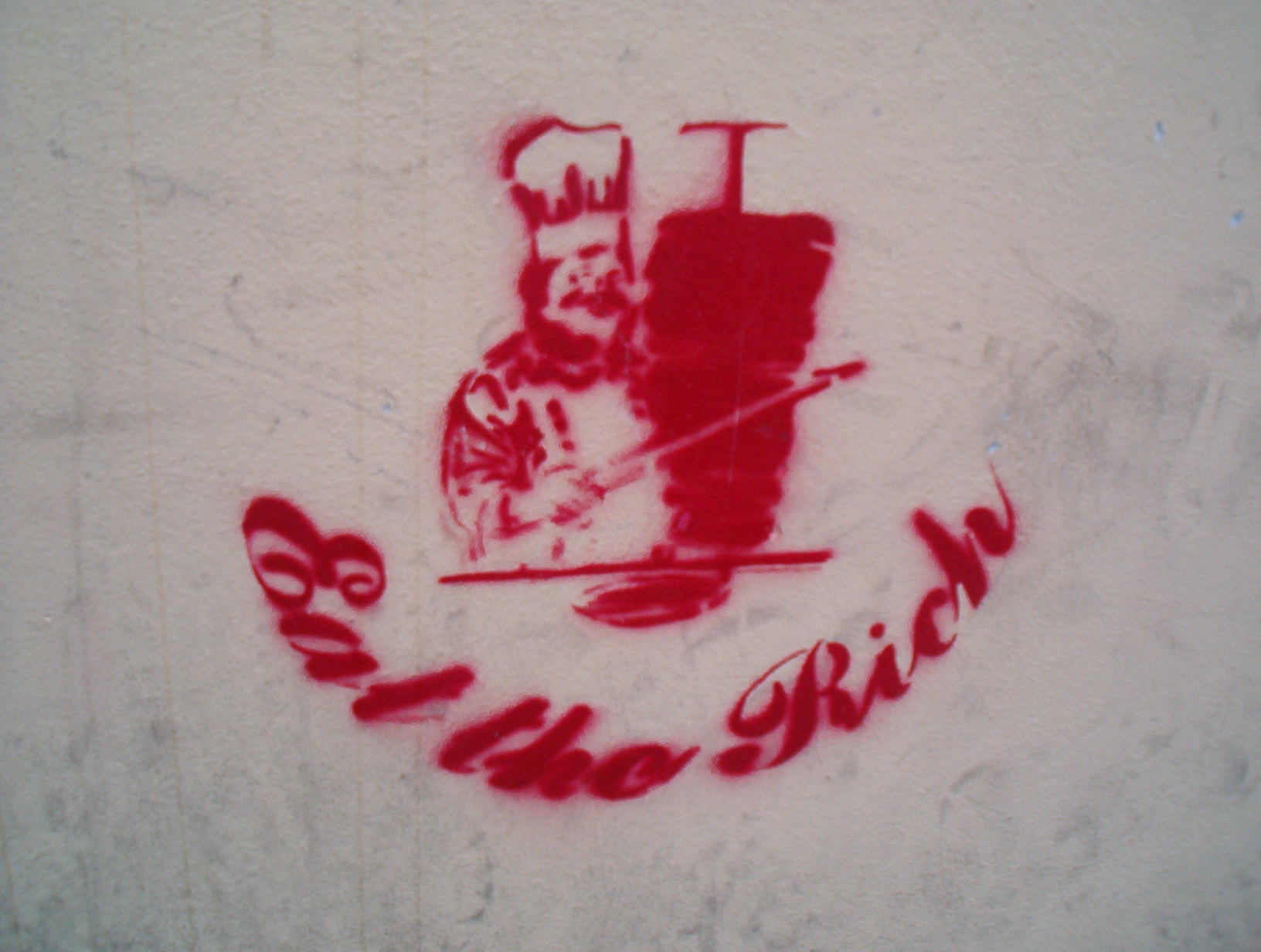
Graffito „Eat the Rich“
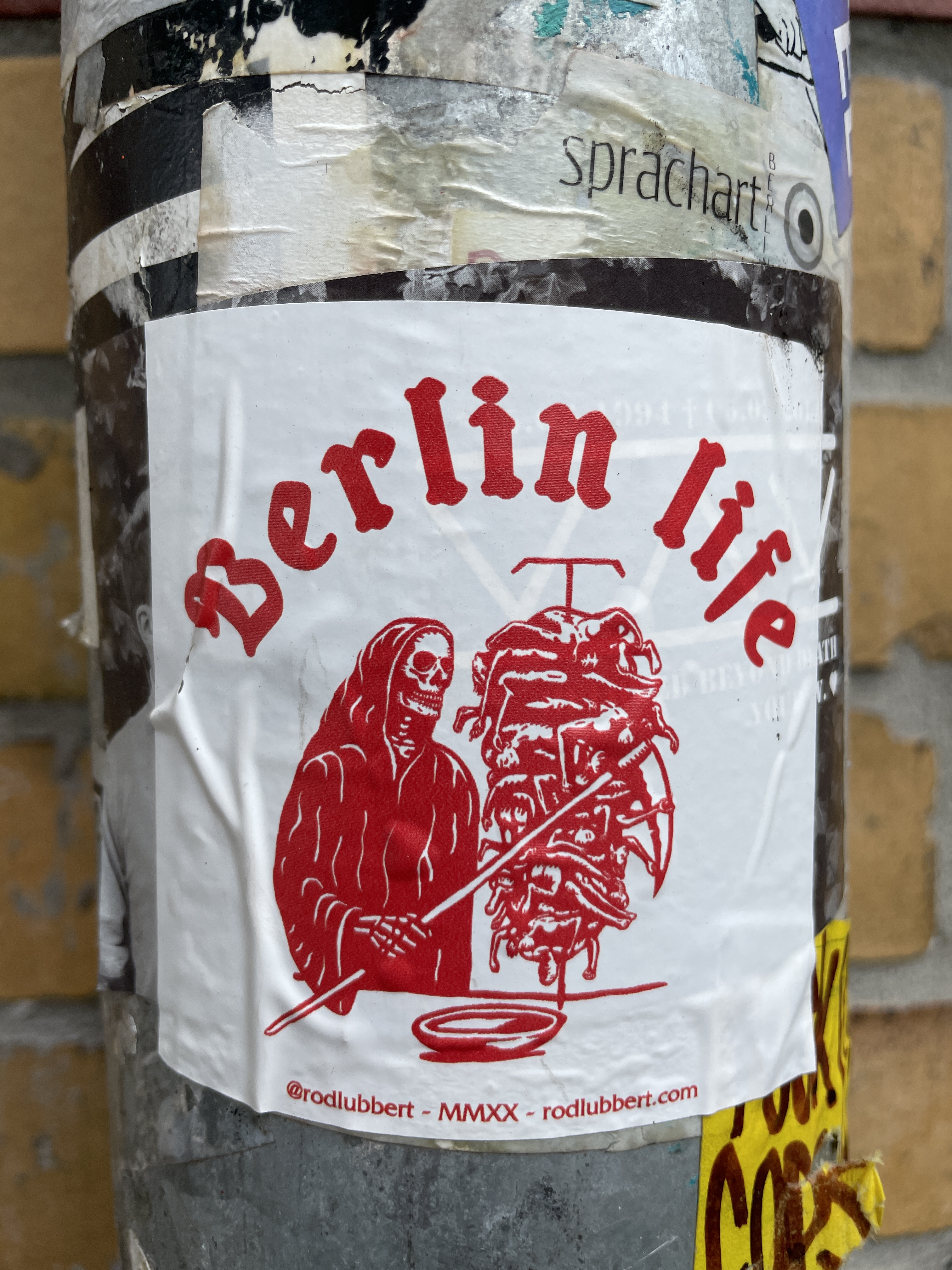
Aufkleber „Berlin life“ mit Sensenmann